# Hugo Alnefelt
Hugo Alnefelt, född 4 juni 2001 i Danderyds församling, är en svensk professionell ishockeymålvakt som spelar för HV71 i SHL.
Han har tidigare spelat för Syracuse Crunch i AHL. Alnefelt spelade en NHL-match för Tampa Bay Lightning säsongen 2021/2022.
Alnefelt draftades av Tampa Bay Lightning i tredje rundan i 2019 års draft som 71:a spelare totalt.